# ザク・ブラウン
ザカリー・チャレン・ブラウン （Zakary Challen Brown、1971年11月7日 - ）は、アメリカ合衆国の実業家、元レーシングドライバー。イギリス在住。マクラーレン・レーシングの最高経営責任者（CEO）であり、戦略的方向性、オペレーション・パフォーマンス、マーケティング、商業開発を含む事業全般の責任者である。

## 概要・略歴
カリフォルニア州で生まれ育ち、モータースポーツのビジネスと商業の世界で自分のスキルを磨く前の10年間、世界中でプロとしてレースをしていた。 1995年、Just Marketing International （JMI） を設立し、後に世界最大のモータースポーツ広告代理店に成長した。 2013年にJMIはChime Communications Limitedの一部であるCSMに買収され、同社の最高経営責任者（CEO）に就任したが、2016年冬、マクラーレンでの業務に専念するためにその地位を手放した。
Paddock Magazineの F1パワーリストや、 Sports Business Journal の「40歳以下の40人」の殿堂入りをはじめ、さまざまな業界団体や出版物から認められていて、3回表彰されている。 彼はPROMO MagazineからPromo Marketer of the Yearに選ばれ、JMIはInc. Magazine'sの「Inc 500」では、アメリカで最も急成長してる民間企業500社の年次リストに5回掲載されている。
国際的なスポーツカーレースや、世界中の様々な歴史的なレーシングイベントに参加するプロチーム、ユナイテッド・オートスポーツを共同設立し、共同所有者を務めている。また、モータースポーツおよび自動車用デジタルプラットフォームで、世界市場をリードするモータースポーツネットワークの非常勤会長も務めている。
趣味として、ロードカーやレーシングカーだけでなく、歴史的な文書やスポーツの記念品の熱心なコレクターである。また既婚者でもあり、2人の子供とイギリスのサリーに住んでいる。

## レーシングキャリア
ブラウンは1986年にカートでレースキャリアをスタートさせ、1986年から1990年までの5シーズンで22勝を挙げた。彼はヨーロッパに移り、イギリスのドニントン・パークで開催されたフォーミュラ・フォード1600で初優勝を果たした。1992年のフォーミュラ・オペル-ロータス・ベネルクスシリーズでは、複数のラウンドでトップ10フィニッシュを果たし、ランキング4位となった。なお、同シリーズでチャンピオンを獲得したのはヨス・フェルスタッペンだった。
1994年にイギリスF3選手権へステップアップし、北米のトヨタ・アトランティックシリーズにも参戦。1995年にラグナ・セカ・レースウェイでインディ・ライツデビューを果たし、1996年にはドイツ・フォーミュラ3選手権に参戦した。
1997年のデイトナ24時間レースでは、ファクトリーサポートを受けるルーク・レーシングのポルシェ911 GT2でGT2カテゴリーのクラス2位に入賞した。また、1997年のセブリング12時間レースでも2位に入賞している。

### 2000年以降
2001年から2005年の間、JMIに専念するためにプロレースから離れていたブラウンは、2006年にブリットカー24時間レースに参戦して復帰し、ムーア・インターナショナル・モータースポーツのドライバー・ラインアップの一員としてクラス優勝を果たした。2007年には、フェラーリ・オブ・ワシントンの6台体制の一員として、 フェラーリ・チャレンジシリーズに参戦。フォンタナでのデビュー戦ではポールポジションからスタートし、全ラップをリードして勝利を手にした。翌年、ブラウンはフルタイムでレースに復帰し、モントリオールのジル・ヴィルヌーヴ・サーキットでの勝利がフェラーリ・チャレンジ・シリーズのキャンペーンのハイライトとなった。

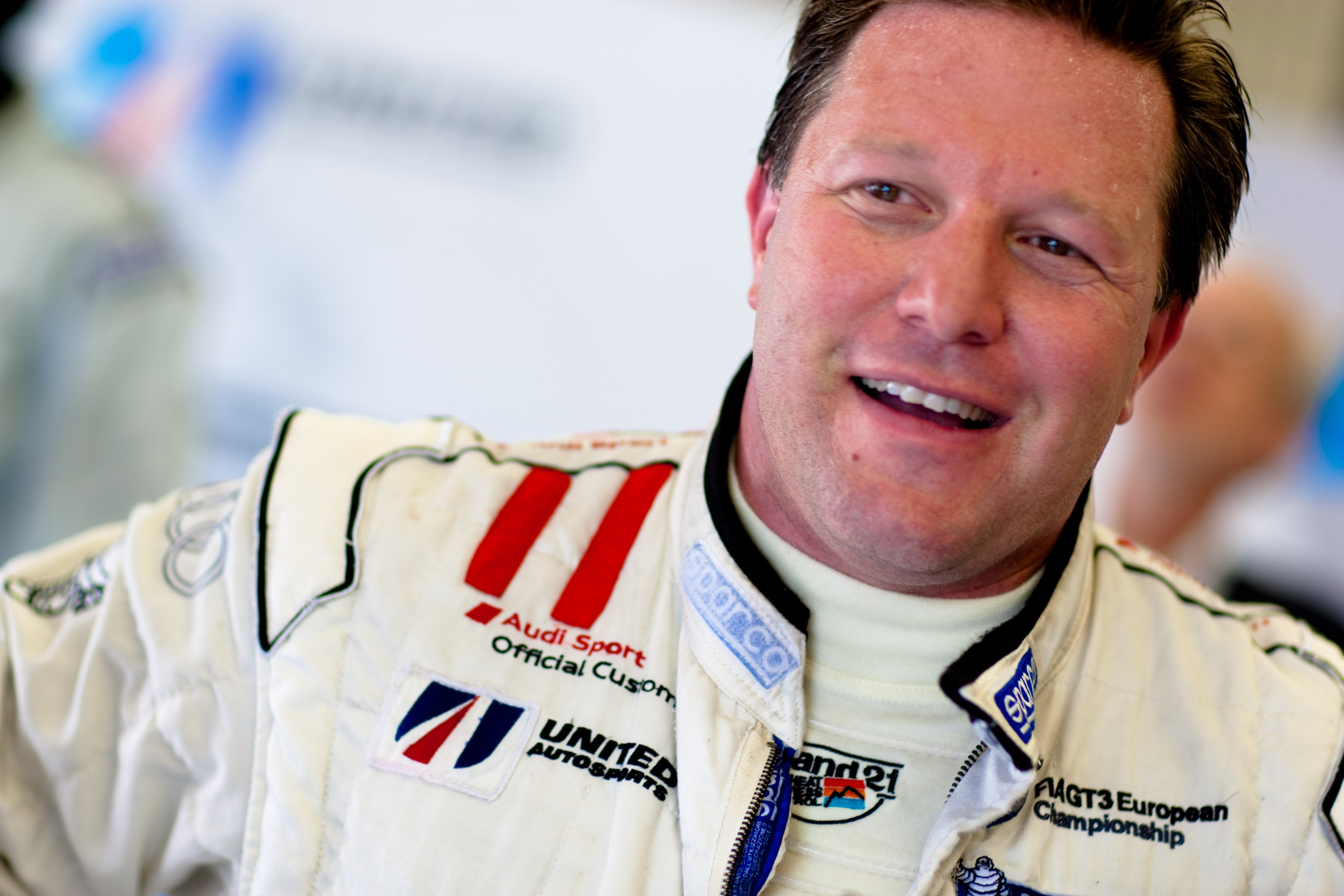
レーシングドライバー時代（2010年）

2009年にブラウンとリチャード・ディーンが共同でユナイテッド・オートスポーツを設立。2010年、スパ24時間レースでGT3カテゴリーで3位入賞を果たし、スネッタートンでの2011年イギリスGTチャンピオンシップで初のクラス優勝を記録した。2012年には、マクラーレンMP4-12Cでブランパン耐久シリーズに、アウディR8 LMSでイギリスGT選手権に参戦した。また、ドバイ12時間レース、バサースト12時間レースマカオGTカップ、 スパ24時間レースにも出場した。ブラウン自身は、ドニントンパークで開催されたイギリスGT選手権の最終戦で、マクラーレンMP4-12C にアルバロ・パレンテをワイルドカードとしてエントリーして優勝した。 GT3のチームのワイルドカードエントリとして、ともにドニントンパークで行われたイギリスGTチャンピオンシップの最終ラウンドで優勝した。
2013年、ブラウンはマクラーレンMP4-12C GT3でイギリスGT選手権のフルシーズンをユナイテッドオートスポーツで戦った。ブラウンは現在も、モナコ・ヒストリックグランプリなどの歴史的イベントで定期的にレースを行なっている。

## ユナイテッド・オートスポーツ

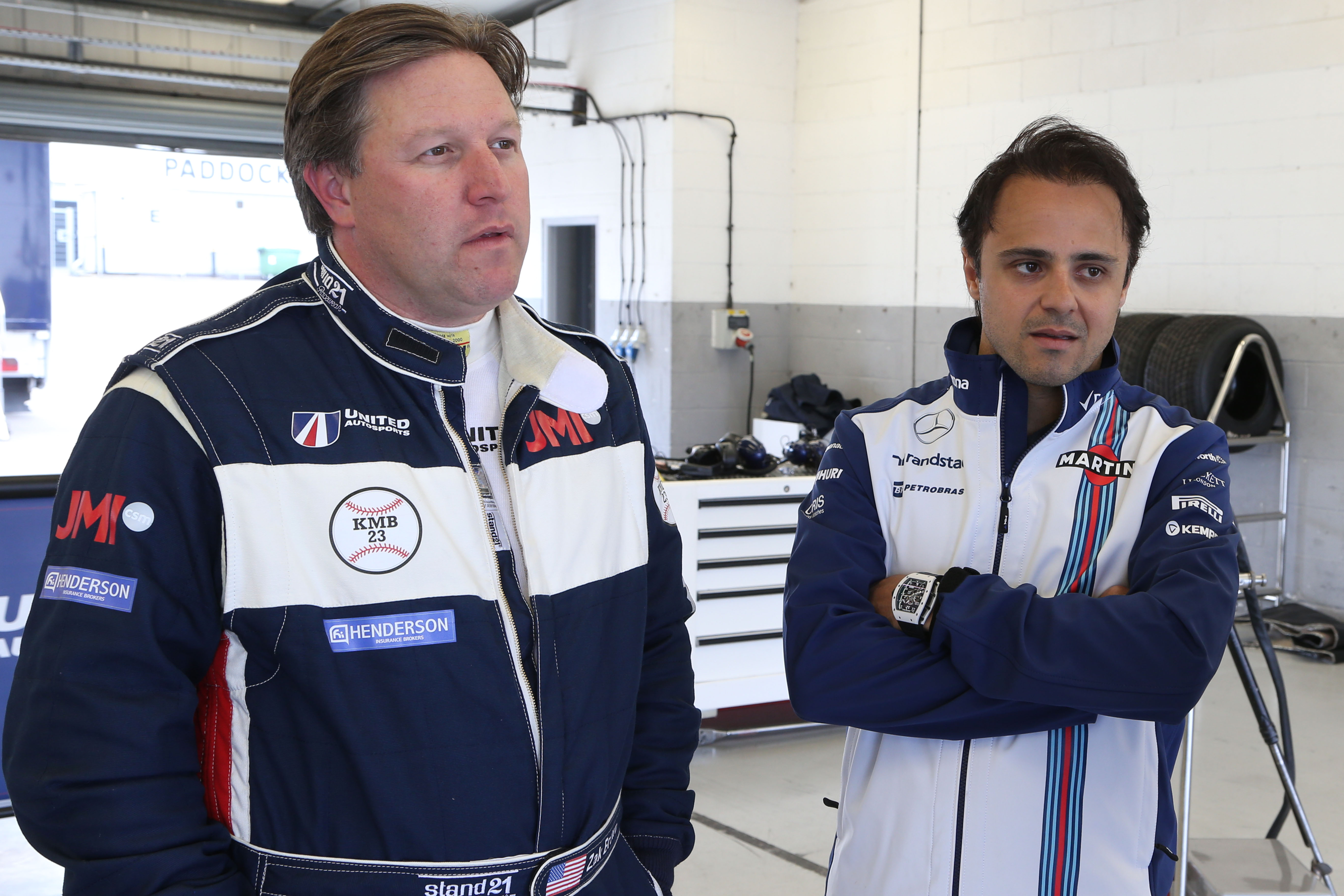
ユナイテッド・オートスポーツの主宰であるブラウン、右はウィリアムズF1時代のフェリペ・マッサ（2015年）

英国最大級のモータースポーツチームであり、世界のさまざまなスポーツプロトタイプやGTカテゴリーで全世界的に戦っているユナイテッド・オートスポーツは、マクラーレンのCEOであるザク・ブラウンとレーシングドライバーのリチャード・ディーンが共同所有している。
2009年に設立されたこのチームは、フェルナンド・アロンソ、ファン・パブロ・モントーヤ、ランド・ノリス、ポール・ディ・レスタなどのドライバーを擁し、いくつかのクラスやカテゴリーでさまざまなマシンを使用して、数多くのチャンピオンシップに参戦してきた。 チームは現在、FIA 世界耐久選手権、ヨーロピアン・ル・マン・シリーズ、ミシュラン・ル・マンカップに参戦。また、マカオグランプリ、スパ24時間、アブダビ12時間、オーストラリアのバサースト12時間など、世界各地で開催されたイベントでも表彰台を獲得している。
ユナイテッド・オートスポーツはまた、歴史的な事業部を運営しており、ザクブラウンのコレクションや顧客向けに、歴史的なスポーツカーやフォーミュラ1レースカーなどの復元、準備、管理を行なっている。これらは、ロレックス・モンテレー・モータースポーツ・リユニオン、 シルバーストーン・クラシック、 モナコヒストリック、ルマンクラシック、スパ・クラシック、ニュルブルクリンク・オールドタイマーズ、グッドウッド・フェスティバル・オブ・スピードなどのイベントで世界的に活躍している。

## マクラーレン・テクノロジーグループおよびマクラーレン・レーシング
2016年11月21日、ザク・ブラウンはマクラーレン・テクノロジーグループのエグゼクティブ・ディレクターに就任することが発表され、2018年4月10日には、マクラーレン・グループの業務再編の一環として、マクラーレン・レーシングの最高経営責任者に就任した。彼は最高経営責任者として、戦略的方向性、オペレーションパフォーマンス、マーケティング、商業開発を含む事業全般の責任を負っている。
就任当時低迷していたマクラーレンを2024年に26年ぶりのF1コンストラクターズチャンピオンに導いた手腕を、元ホンダの山本雅史は高く評価している。